# Iolanda Muñoz Viñoles
Iolanda Muñoz Viñoles (n. Polinyà de Xúquer, Ribera Baixa) és una actriu valenciana de teatre i televisió, llicenciada en Art Dramàtic per l'Escola Superior d'Art Dramàtic de València.

## Filmografia principal[2]
- Benifotrem (1995) per a Canal 9
- A flor de pell (1996-1997) per a Canal 9
- Laura (1998-1999) per a TV3
- Manos a la obra (2000) per a Antena 3
- Negocis de família (2006) per a Canal 9
- Socarrats (2007) per a Canal 9
- Unió Musical Da Capo (2009-2010) per a Canal 9[3]

## Guardons
- L'any 2010 va rebre el premi a la Millor Actriu Audiovisual per part de l'Associació d'Actors i Actrius del País Valencià.[4]
- L'any 2012 va rebre el premi a la millor interpretació femenina de doblatge, peel doblatge de la pel·lícula "La jove Jane Austen" per part de l'Associació d'Actors i Actrius del País Valencià.[5]